# Docomomo
Docomomo (także pisownia: DoCoMoMo) – międzynarodowa organizacja, której celem jest wspieranie tworzenia dokumentacji i badań naukowych na temat modernizmu w architekturze, a także rozpowszechnianie wśród opinii publicznej informacji na temat jego znaczenia kulturowego. Nazwa stowarzyszenia, będąca skrótem od International Working Party for Document and Conservation of Buildings, Sites and Neighbourhoods of the Modern Movement oznacza dosłownie Międzynarodowe Zrzeszenie na rzecz Dokumentacji i Konserwacji Obiektów Budowlanych Modernizmu.
Docomomo zostało założone w 1988 w Eindhoven przez holenderskich architektów Huberta-Jana Henketa oraz Wessela de Jongego. We wrześniu 2002 centrala docomomo przeniosła się do Paryża i ulokowała przy Francuskim Instytucie Architektury (Institut français d'architecture). Obecnie w wielu krajach świata istnieją narodowe sekcje, określane jako national working parties. Koordynatorem polskiej sekcji jest dr inż. arch. Jadwiga Urbanik z Politechniki Wrocławskiej.
Docomomo organizuje sympozja dotyczące aspektów historyczno-estetycznych, jak również problemów związanych z konstrukcją i renowacją. Tematy sympozjów dotyczą np. renowacji konstrukcji żelbetowych i ścian kurtynowych czy użycia różnych materiałów budowlanych w budynkach modernistycznych.